# Tour du Limbourg 2025
La 73e édition du Tour du Limbourg, une course cycliste masculine sur route, a lieu en Belgique le mercredi 16 avril 2025. L'épreuve se dispute sur 176,8 kilomètres dans la province de Limbourg entre Hasselt et Tongres. Elle fait partie du calendrier UCI Europe Tour 2025 en catégorie 1.1.

## Parcours
Par rapport aux années précédentes, la course se déroule plus tôt dans l'année et se positionne entre Paris-Roubaix et l'Amstel Gold Race. Elle compte quelque 18 kilomètres en moins que l'édition 2024. Le départ a lieu  sur la Kolonel Dusartplein à Hasselt. Le parcours vallonné comprend neuf montées et huit secteurs pavés avec un circuit final à accomplir trois fois se référant aux championnats d'Europe de cyclisme sur route 2024. L'arrivée est jugée sur Eeuwfeestwal à Tongres.

## Équipes participantes
| Unknown team category |
|                       |

## Classements

### Classement final
| \| Classement général \| Classement général \| Classement général \| Classement général \| Classement général \| \| Coureur \| Coureur \| Pays \| Équipe \| Temps \| \| ------------------ \| ------------------ \| ------------------ \| ------------------ \| ------------------ \| |         |      |        |       |
| |         |      |        |       |
| |         |      |        |       |
| Classement général |         |      |        |       |
| Coureur | Coureur | Pays | Équipe | Temps |

### Classements UCI
La course attribue des points au classement mondial UCI 2025 selon le barème suivant :
| Position           | 1er | 2e | 3e | 4e | 5e | 6e | 7e | 8e | 9e | 10e | 11e | 12e | 13e à 15e | 16e à 25e |
| Classement général | 125 | 85 | 70 | 60 | 50 | 40 | 35 | 30 | 25 | 20  | 15  | 10  | 5         | 3         |